# Leucospis leucotelus
Leucospis leucotelus är en stekelart som beskrevs av Walker 1852. Leucospis leucotelus ingår i släktet Leucospis och familjen Leucospidae. Inga underarter finns listade i Catalogue of Life.